# Rahimyar Khan (Distrikt)
Der Distrikt Rahimyar Khan oder Rahim Yar Khan ist ein Verwaltungsdistrikt in Pakistan in der Provinz Punjab. Sitz der Distriktverwaltung ist die gleichnamige Stadt Rahimyar Khan.
Der Distrikt hat eine Fläche von 11.880 km² und nach der Volkszählung von 2017 4.814.006 Einwohner. Die Bevölkerungsdichte beträgt 405 Einwohner/km². Im Distrikt wird zur Mehrheit die Sprache Saraiki gesprochen.

## Geografie
Das Flussgebiet des Bezirks liegt in der Nähe des östlichen Ufers der Flüsse Indus und Panjnad. Der Rahimyar Khan Distrikt grenzt im Norden an Muzaffargarh, im Osten an den Bahawalpur, im Süden an Jaisalmer (Indien) und Ghotki in der Sindh Provinz und im Westen an den Rajanpur.

## Demografie
Zwischen 1998 und 2017 wuchs die Bevölkerung um jährlich 2,27 %. Von der Bevölkerung leben ca. 21 % in städtischen Regionen und ca. 79 % in ländlichen Regionen. In 701.520 Haushalten leben 2.467.840   Männer, 2.345.938 Frauen und 228 Transgender, woraus sich ein Geschlechterverhältnis von 105,2 Männer pro 100 Frauen ergibt und damit einen für Pakistan üblichen Männerüberschuss.
Die Alphabetisierungsrate in den Jahren 2014/15 bei der Bevölkerung über 10 Jahren liegt bei 45 % (Frauen: 33 %, Männer: 57 %) und liegt damit unter dem Durchschnitt der Provinz Punjab von 63 %.
| Jahr | Einwohnerzahl |
| ---- | ------------- |
| 1972 | 1.398.879     |
| 1981 | 1.841.451     |
| 1998 | 3.141.053     |
| 2017 | 4.814.006     |